# Stomphastis heringi
Stomphastis heringi är en fjärilsart som beskrevs av Lajos Vári 1963. Stomphastis heringi ingår i släktet Stomphastis och familjen styltmalar.
Artens utbredningsområde är Etiopien. Inga underarter finns listade i Catalogue of Life.